# 維比·英達
維比·英達（又稱：薇比·英達）是指反對逃犯條例修訂草案運動於2019年9月29日全球反極權大遊行期間在香港的一個SUARA印度尼西亞女記者。

## 被擊中眼部永久失明
2019年9月29日，約下午4時50分，維比在通往入境事務大樓的天橋進行直播期間，懷疑被警方以橡膠子彈擊中右眼。香港記者協會表示傷者當時穿有清晰PRESS字樣的反光背心及頭盔，譴責警方對正在合法採訪的記者使用暴力。該名女記者接受訪問時表示受傷時有配戴眼罩，儘管眼球並沒有破裂，但瞳孔因外力衝擊而破裂，右眼將永久失明。傷者於東區醫院眼科病房留醫。印尼領事館主動派員探望該名女記者並提供協助。她透過律師表示中槍時她並沒有站在示威人群當中，她將會向香港警務處處長盧偉聰和開槍的警員提出刑事投訴及民事訴訟。到10月2日，其代表律師證實，醫生經診斷後Indah右眼被橡膠子彈擊中，並將會永久失明。
10月9日，其代表律師韋智達在港台節目中表示，警方開槍魯莽，而其團隊於事發5日後，在現場撿回橡膠子彈等相關證物，可見警方明顯未作搜證，他們已就此向投訴警察課投訴。他們亦考慮入稟控告開槍警員。在11月4日，美國有線電視新聞網報導，該名記者要求警方公布開槍員警身分以供訴訟，但遭拒絕，僅向有線電視新聞網表示「案件正在調查中，不便透露」。
其後《華盛頓郵報》於2019年12月25日發表詳盡報道，稱取得過百頁警方武力指引等文件，並邀請9名國際專家審視65宗警察使用武力事件，指只有8%事件中警方武力合符指引。其中《華郵》取得的機動部隊（PTU）訓練手冊，清楚指出橡膠子彈應該向「身體中央位置」發射，並要避免射擊頭部、胸部、下陰、關節部位等。